# 李胤祥
李胤祥（1581年—1607年），字雲卿，號丁玄，四川叙州府富顺县民籍，湖廣荆州府公安县人，明朝政治人物。

## 生平
万历二十八年（1600年）庚子科四川乡试第九名举人，三十五年（1607年）丁未科進士，户部觀政，七月改翰林院庶吉士，本年丁憂卒。

## 家族
曾祖李鳳，嘉靖八年進士，官至按察司副使，贈通议大夫礼部左侍郎兼翰林院侍读学士。祖父李方至，嘉靖二十九年進士，官至工部郎中，贈通议大夫礼部左侍郎兼翰林院侍读学士。父李長春，隆慶二年進士，官至資政大夫礼部尚书兼翰林院学士。母甘氏，累封淑人。严侍下。兄李胤禎。弟李胤禄、李胤祺。